# Bataille de Bitonto
Guerre de Succession de Pologne
Batailles
- Kehl
- Pizzighettone
- Dantzig
- Bitonto
- Trarbach
- Colorno
- San Pietro
- Philippsbourg
- Gaète
- Capoue (en)
- Guastalla
- Clausen

La bataille de Bitonto se déroula dans le cadre de la guerre de Succession de Pologne, le roi Philippe V d'Espagne s’allia à la France afin de reprendre possession du Sud de l'Italie qu’il voulait confier à son fils Charles de Bourbon et cela au détriment des Autrichiens. Les troupes espagnoles débarquèrent à Gênes puis s’unirent, en Toscane, à celle de Charles. L’armée composée de 40 000 hommes envahit les États pontificaux puis le royaume de Naples sans trouver d’opposition. Charles monta sur le trône du royaume de Naples après être entré à Naples le 7 mai 1734.

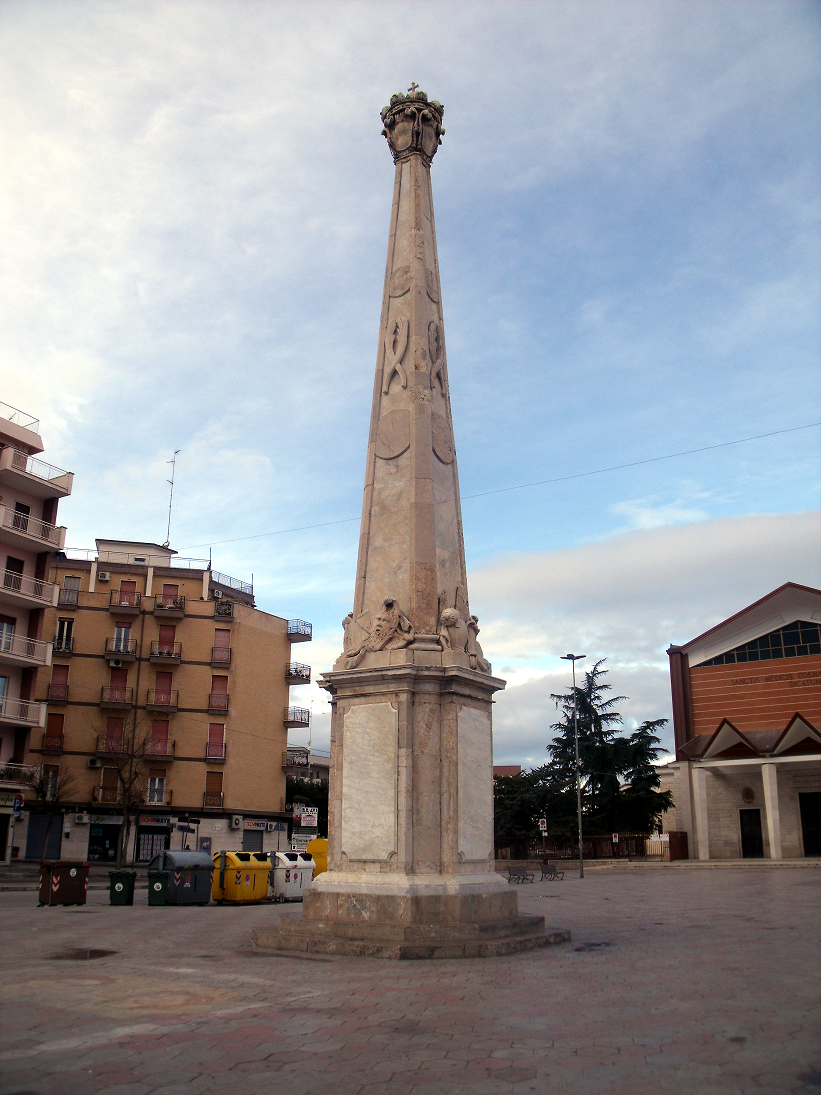
L'obélisque de Charles à Bitonto, construit pour commémorer la victoire.

Pendant ce temps, le vice-roi Guido Visconti, après avoir abandonné Naples, se dirigea vers Bari où il fut rejoint par les troupes du comte Daun qui avait, depuis la Sicile, débarqué à Tarente. Pour affronter les troupes espagnoles, le gouvernement autrichien recourut au recrutement des habitants dans les milices.
Lors du conseil de guerre qui fut tenu dans le château de Bari, les Autrichiens pensèrent, dans un premier temps, préparer leur défense devant les murs de Bari mais le prince Belmonte fit noter que, en cas de défaite, il n’y aurait pas d’espace pour une retraite. Il fut décidé alors de préparer la défense vers Bitonto qui disposait d’une défense naturelle avec le cours d’eau Lama présent sur le côté sud et est de la ville. La défense se prépara hors des murs de Bitonto vers Terlizzi.
Les premières échauffourées eurent lieu dans la nuit du 24 mai mais furent vite arrêtées par un violent orage. À l’aube du 25 mai, les armées étaient déployées et prêtes à la bataille : 14 000 Espagnols contre 10 000 Autrichiens.
Le premier assaut espagnol, commandé par le général Montemar, fut arrêté par la défense des Autrichiens bien préparée. Les évènements démarraient mal pour les Espagnols mais ils furent immédiatement aidés par la cavalerie provenant d'Andria.
Les combats se déplacèrent vers la mer et durèrent 9 heures. L’indécision des combats devint favorable aux Espagnols et déjà les soldats autrichiens retournèrent à Bitonto, d’autres avec Belmonte s’enfuirent à Bari.
Les Espagnols prirent 15 drapeaux, 24 étendards, 23 canons, des armes, des munitions et des équipages et ils firent des milliers de prisonniers. Le jour suivant, les soldats autrichiens assiégés à Bitonto se rendirent et furent faits prisonniers alors que les Espagnols menaçaient d’abattre les murs grâce à leurs canons.
Le général Montemar, pour punir la ville de Bitonto de sa fidélité à l’ennemi, décida de la saccager mais la Vierge lui apparut en rêve et la ville fut épargnée. Les habitants, en souvenir de l’évènement retenu comme miraculeux, érigèrent un arc de triomphe dédié à l’Immaculée.
Le général Montemar se dirigea vers Bari pour combattre les troupes autrichiennes qui s’y étaient réfugiées. Le prince Belmonte préparait la défense mais une révolte des habitants qui craignaient de subir le même sort que Bitonto l’obligea à se rendre aux Espagnols.
Ces événements contribuèrent à la rapide prise de possession, par les Espagnols, de tout le royaume des Deux-Siciles, d'autant que les autres villes du sud de l’Italie se rangèrent aux côtés de Espagnols.
Le nouveau roi des Deux-Siciles, Charles III, nomma Montemar duc de Bitonto et il fit construire sur le lieu du champ de bataille un obélisque pour commémorer l’évènement. La possession du royaume des Deux-Siciles fut reconnue à Charles III par le traité de Vienne de 1738 qui mit fin à la guerre de Succession de Pologne.

## Sources
- (it) Cet article est partiellement ou en totalité issu de l’article de Wikipédia en italien intitulé « Battaglia di Bitonto » (voir la liste des auteurs).